# Edin Džeko
Edin Džeko (in bosniaco Eдин Џeк; [ědin dʐêːko]; Sarajevo, 17 marzo 1986) è un calciatore bosniaco, attaccante della Fiorentina e della nazionale bosniaca, della quale è capitano.
Soprannominato il cigno di Sarajevo, è considerato uno dei migliori attaccanti della sua generazione, nonché il miglior calciatore bosniaco di sempre. Dopo gli inizi in Bosnia e in Repubblica Ceca, nel 2007 viene acquistato dal Wolfsburg, con cui vince un campionato tedesco (2008-2009). Dopo tre stagioni e mezza si trasferisce al Manchester City, con cui conquista due campionati inglesi (2011-2012 e 2013-2014), una Coppa d'Inghilterra (2010-2011), una Supercoppa (2012) e una Coppa di Lega inglesi (2013-2014). Nel 2015 passa alla Roma, dove resta per sei stagioni e diventa il miglior marcatore straniero della storia del club, nonché il terzo assoluto; nella stagione 2019-2020 diventa capitano della squadra. Nel 2021 si trasferisce all'Inter, con cui vince due Supercoppe italiane (2021 e 2022) e due Coppe Italia (2021-2022 e 2022-2023).
Con la Bosnia ed Erzegovina, con cui ha esordito nel 2007, ha partecipato a un'edizione del campionato mondiale (2014). Inoltre, è primatista di presenze e di reti della selezione bosniaca, avendo disputato 140 partite e realizzato 67 gol.
A livello individuale, è stato eletto calciatore bosniaco dell'anno (per tre) volte (2009, 2010 e 2011) e sportivo bosniaco dell'anno per due (2009 e 2018), oltre ad essere stato votato come miglior giocatore della Bundesliga nella stagione 2008-2009. È stato capocannoniere del campionato tedesco (2009-2010), della Coppa di Lega inglese (2013-2014), della UEFA Europa League (2016-2017) e del campionato italiano (2016-2017). È stato inserito nella squadra della stagione della UEFA Champions League (2017-2018) e nella squadra della stagione della UEFA Europa League (2020-2021).
Assieme a Cristiano Ronaldo e Pierre-Emerick Aubameyang, è uno dei tre giocatori ad essere stati capaci di siglare almeno 50 reti in tre dei cinque principali campionati europei — nel suo caso tedesco, inglese e italiano, con le maglie di Wolfsburg, Manchester City, Roma e Inter. Grazie alla sua longeva carriera, inoltre, rientra nella ristretta cerchia dei calciatori con almeno 1000 presenze ufficiali.

## Biografia
Nato a Sarajevo nel 1986, a seguito dello scoppio della guerra in Bosnia ed Erzegovina, è costretto a spostarsi tra Sarajevo e il resto del Paese con la sua famiglia. L'infanzia di Džeko è difficile, tanto che in seguito la racconterà così: «Non c'era molto da mangiare, e non c'erano tre pasti assicurati ogni giorno. Avevo sempre paura, quando sentivamo gli spari o le bombe che cadevano, ci nascondevamo dove capitava. Potevi morire in qualsiasi momento».
Cugino del difensore Emir Spahić, suo ex compagno in nazionale, Džeko è musulmano e, oltre al natio bosniaco, parla fluentemente inglese, tedesco, ceco e italiano.
Nel 2011 ha iniziato una relazione con Amra Silajdžić, modella bosniaca che ha poi sposato nel 2014. La coppia ha quattro figli.
Il 26 marzo 2017 riceve dalla FSBiH, insieme ai connazionali Asmir Begović, Edin Cocalić, Senad Lulić, Vedad Ibišević, Emir Spahić e Edin Višća, il diploma di allenatore UEFA-B per le giovanili.
Nel 2019, assieme al chitarrista montenegrino Miloš Karadaglić, alla stilista kosovara Krenare Rugova, al regista macedone Milčo Mančevski, all'attrice serba Hristina Popović e allo chef albanese Altin Prenga, viene selezionato dal Servizio europeo per l'azione esterna, organo che collabora con l'Alto rappresentante dell'Unione per gli affari esteri e la politica di sicurezza, come testimonial per una campagna di informazione dell'Unione europea dedicata ai paesi della penisola balcanica.
Nel novembre 2021 ha ottenuto la cittadinanza croata. Ambasciatore dell'UNICEF, è stato il primo bosniaco ad assumere tale carica, finanziando diverse case-famiglia a Sarajevo e in tutta la Bosnia.

## Caratteristiche tecniche
È un centravanti completo, che ha nella prestanza fisica e nel gioco aereo le sue doti migliori. 
Ispiratosi da sempre ad Andrij Ševčenko, Džeko è un ottimo realizzatore, capace di creare spazi in area di rigore per servire i compagni. Possiede tecnica e visione di gioco, a cui unisce un potente tiro da fuori e la capacità di calciare con entrambi i piedi; all'occorrenza non manca di sfruttare pure il tiro di testa. È abile anche nella realizzazione dei calci di rigore.

## Carriera

### Club

#### Inizi
Inizia la sua carriera nel Željezničar, squadra di Sarajevo, con cui gioca da centrocampista 40 partite dal 2003 al 2005 e segna 5 gol. Viene acquistato dal Teplice per circa 80 000 euro e si trasferisce in Repubblica Ceca, giocando prima in prestito in seconda serie all'Ústí nad Labem. Qui avviene il suo cambio di ruolo, Džeko diventa attaccante e gli effetti si vedono subito: nel gennaio 2006 torna al Teplice e vi resta fino al termine della stagione 2006-2007, quando viene nominato miglior straniero del campionato, grazie anche ai 13 gol in 30 presenze.

#### Wolfsburg

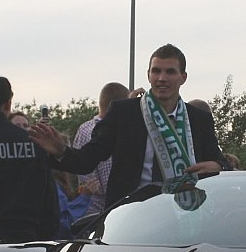
Džeko ai tempi del nel 2009.

A Teplice viene notato da Felix Magath, allenatore della squadra tedesca del Wolfsburg, che ne rimane positivamente colpito, vedendo in lui una punta giovane e completa: nella sessione estiva di calciomercato della stagione 2007-2008, Džeko viene acquistato dal Wolfsburg per 4 milioni di euro.
Dopo aver totalizzato 28 presenze e 8 reti nella sua prima stagione in Bundesliga, al secondo anno in Germania fornisce un contributo determinante per la prima, storica vittoria del titolo tedesco da parte del Wolfsburg, affermandosi come uno dei migliori realizzatori del campionato (26 reti in 32 incontri) e formando, insieme al brasiliano Grafite, la più prolifica coppia d'attacco nella storia del torneo (superando Gerd Müller e Uli Hoeneß, il cui record resisteva dal 1973). A fine stagione viene eletto miglior giocatore della Bundesliga, quindi viene inserito da France Football nell'elenco dei 30 giocatori candidati alla vittoria del Pallone d'oro 2009.
Nella stagione 2009-2010, nonostante il Wolfsburg non riesca a ripetere i risultati dell'annata precedente, Džeko termina il campionato con 22 gol all'attivo, guadagnandosi il titolo di capocannoniere della Bundesliga.

#### Manchester City

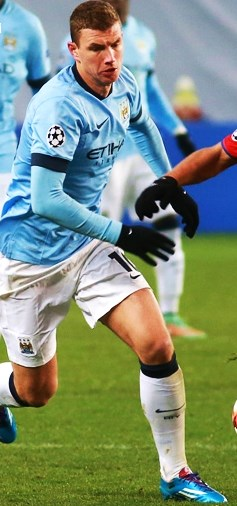
Džeko in azione con la maglia del nell'ottobre 2014

Il 7 gennaio 2011 viene ufficializzato il suo passaggio al Manchester City, per la cifra di 35 milioni di euro. Debutta con i Citizens il 15 gennaio nell'incontro di Premier League vinto 4-3 sul Wolverhampton, dove fornisce un assist a Yaya Touré per il gol del 3-1. Il 30 gennaio segna la sua prima rete con la nuova squadra, andando a segno nella gara di FA Cup contro il Notts County (la competizione verrà poi vinta dal Manchester City). Chiude la stagione 2010-2011 con 21 presenze totali, di cui 15 in campionato, e 6 reti (2 in campionato, 2 in FA Cup e 2 in Europa League).
Alla terza giornata del campionato 2011-12, esattamente il 28 agosto, realizza un poker (4 gol) contro il Tottenham determinando la vittoria dei Citizens per 5-1. Il 23 ottobre segna due reti nel derby contro il Manchester Utd, poi vinto col punteggio di 6-1. Il 13 maggio 2012 nell'ultima partita di campionato contro il QPR segna nei minuti finali la rete del 2-2, permettendo alla sua squadra di pareggiare: alla fine il City vincerà per 3-2 con il gol di Sergio Agüero, vincendo così il campionato inglese e laureandosi campione nazionale dopo 44 anni.
La stagione 2014-2015, l'ultima con la maglia del Manchester City, è la peggiore per lui a livello realizzativo: segna infatti soltanto sei reti in trentadue presenze, di cui quattro in ventidue partite di Premier League.
Complessivamente con la maglia del Manchester City ha collezionato in quattro anni, 189 presenze e 72 gol.

#### Roma
L'11 agosto 2015, a 29 anni, viene ceduto alla Roma in prestito per 4 milioni di euro, con opzione di riscatto per 11 milioni (esercitata nei mesi successivi). Sceglie la maglia numero 9 e debutta in Serie A nella prima gara disputata sul campo del Verona (1-1). Il 30 agosto segna la sua prima rete per i capitolini, contribuendo alla vittoria finale per 2-1 in casa contro la Juventus. Il suo rendimento durante la prima stagione in giallorosso è inferiore alle attese: in 31 presenze in campionato Džeko realizza 8 gol (39 presenze e 10 reti considerando tutte le competizioni).
L'annata successiva è di tutt'altro spessore: mostrando un'ottima vena realizzativa fin dalle prime uscite, il centravanti bosniaco si afferma come il miglior marcatore stagionale nella storia della Roma, toccando quota 39 reti (tra campionato e coppe) in occasione della sfida vinta 2-0 contro l'Empoli del 1º aprile 2017; il record precedente apparteneva a Francesco Totti, autore di 32 gol nella stagione 2006-2007. Oltre a ciò, Džeko supera il primato personale di 36 reti stabilito nella stagione 2008-2009. Si laurea inoltre capocannoniere dell'Europa League con 8 reti (a pari merito con Giuliano) e della Serie A 2016-2017 con 29 reti.

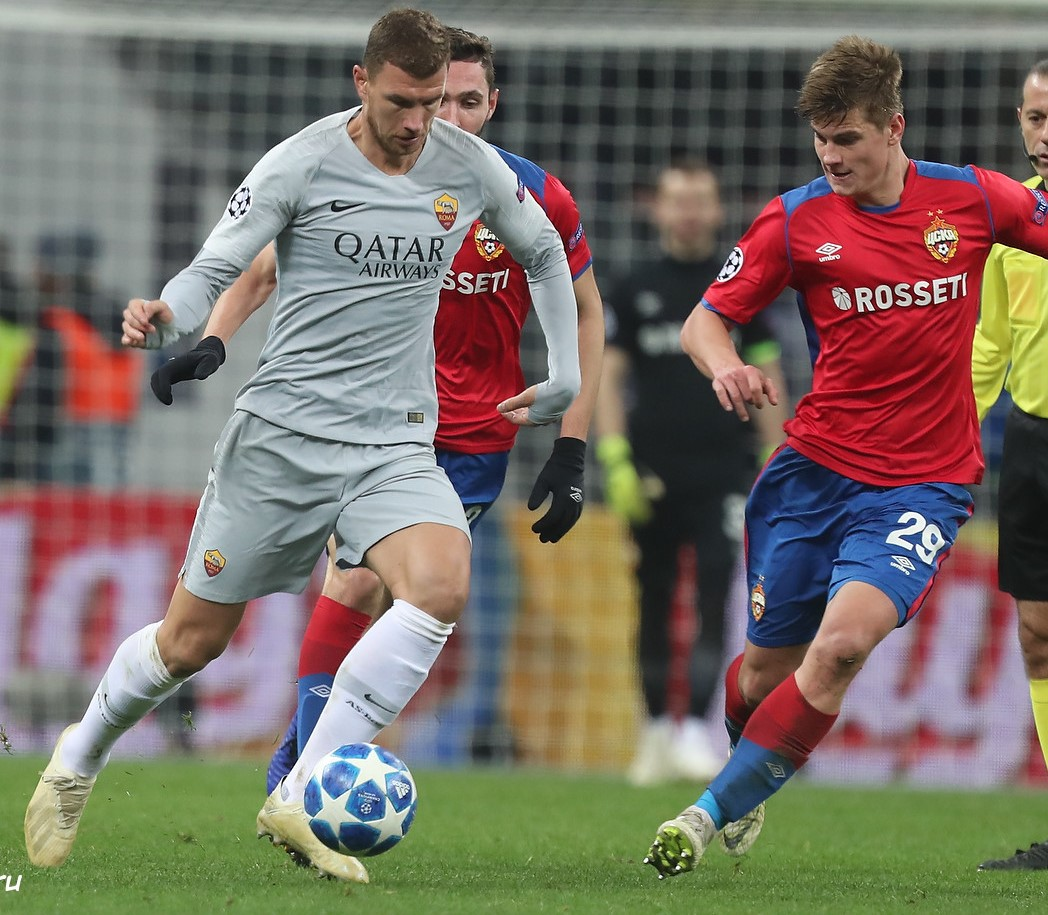
Džeko in azione con la contro il nel 2018

Il 27 settembre 2017, durante la partita contro il Qarabağ valida per la fase a gironi della Champions League 2017-2018, realizza la 100ª rete dei giallorossi nelle competizioni UEFA per club, contribuendo alla vittoria per 2-1 del proprio club, che nella manifestazione europea non riusciva a imporsi in trasferta da sette anni (Basilea-Roma 2-3, 3 novembre 2010). Grazie alle sue ottime prestazioni, il 9 ottobre 2017, viene nominato tra i 30 candidati al Pallone d’Oro 2017, classificandosi infine 28º. Nella stagione successiva ha realizzato 16 reti in campionato (con 4 doppiette di cui una nel successo per 4-2 in casa del Napoli) e 8 in Champions League. In Champions è stato decisivo prima nel pareggio per 3-3 in casa del Chelsea (completando la parziale rimonta dei giallorossi da 2-0 a 2-3 segnando la rete del pareggio con un sinistro al volo). Nel doppio confronto ai quarti di finale contro il Barcellona, realizza una rete nella sconfitta per 4-1 al Camp Nou, mentre nel match di ritorno, apre le marcature segnando la rete dell'1-0, dando così il via alla rimonta giallorossa.
Il 2 ottobre 2018 segna la sua prima tripletta in Champions League, nonché prima tripletta di un calciatore della Roma in tale competizione, nella gara contro il Viktoria Plzeň, valida per la seconda giornata della fase a gironi della Champions League 2018-2019. Pur realizzando poche reti in questa stagione, entra nella top ten dei marcatori della squadra capitolina.
Durante la stagione 2019-2020 (aperta con un rinnovo di contratto), dopo l'addio di Alessandro Florenzi a gennaio, Džeko diventa il nuovo capitano della Roma, il primo straniero dal 1998. Nel mentre tiene un buon rendimento in fase realizzativa, e il 1º febbraio, contro il Sassuolo, il bosniaco mette a segno la centesima rete in maglia giallorossa, divenendo il settimo a riuscirci nell'intera storia dei capitolini. Il 15 luglio 2020, grazie alla rete in campionato contro il Verona (2-1), Džeko raggiunge le 105 marcature ufficiali complessive con la Roma, divenendo pertanto il migliore marcatore straniero nella storia giallorossa, nonché il quinto miglior realizzatore giallorosso di tutti i tempi.
Il 23 dicembre 2020, nella gara interna contro il Cagliari, realizza la rete numero 112, superando Amedeo Amadei al terzo posto della classifica dei migliori marcatori della società capitolina. Nel gennaio 2021, tuttavia, ha uno scontro con l'allenatore Paulo Fonseca, a causa del quale perde la fascia di capitano in favore di Lorenzo Pellegrini. Il 25 febbraio 2021, segnando una rete nel 3-1 contro il Braga in Europa League, supera Totti come numero di realizzazioni nelle competizioni UEFA (29 contro le 28 dell'ex capitano giallorosso, escluse le gare di qualificazioni). Il 15 aprile un suo gol fissa sull'1-1 il punteggio contro l'Ajax ai quarti di finale e consente alla Roma di passare il turno in virtù del successo per 1-2 dell'andata. In semifinale il bosniaco va a segno nella sfida d'andata contro il Manchester Utd, ma i giallorossi perdono 6-2; al ritorno va nuovamente in gol aiutando i capitolini a vincere per 3-2, ma senza riuscire a ribaltare il risultato dell'andata. A livello di campionato ha realizzato 7 reti, di cui nessuna nel girone di ritorno, mentre in Europa League ne ha segnate 6. Dopo sei stagioni lascia la Roma, avendo collezionato complessivamente 260 presenze e 119 gol.

#### Inter
Il 14 agosto 2021, a 35 anni, viene ufficializzato il suo passaggio a parametro zero all'Inter, con cui firma un contratto biennale; nell'accordo è presente inoltre un bonus di 1,5 milioni di euro che i nerazzurri devono versare alla Roma in caso di qualificazione alla Champions League, fatto poi avvenuto. Esordisce sette giorni dopo, in occasione della gara casalinga contro il Genoa, nella quale taglia il traguardo delle 200 presenze in Serie A e segna anche la prima rete con i meneghini. Il 15 settembre debutta invece nella coppe europee con l'Inter, nella gara persa 0-1 contro il Real Madrid, mentre tre giorni dopo, in occasione della roboante vittoria interna sul Bologna (6-1), realizza la prima doppietta con i nerazzurri. Il 2 ottobre seguente segna una rete nel successo esterno contro il Sassuolo (2-1) – procurandosi anche un calcio di rigore – diventando il primo giocatore dai tempi di Ronaldo, nella stagione 1997-1998, a realizzare almeno sei gol nelle prime sette partite di campionato alla sua stagione d'esordio con i nerazzurri. Il 19 ottobre apre le marcature nella vittoria per 3-1 contro lo Sheriff Tiraspol in Champions League, siglando la prima rete europea con i meneghini. Cinque giorni dopo, nella gara interna di campionato contro la Juventus, realizza una rete che gli permette di segnare cinque gol nelle prime quattro partite casalinghe; meglio avevano fatto solo Mauro Icardi nella stagione 2017-2018 e Marco Branca nella stagione 1996-1997, con 6 reti entrambi. Il 24 novembre successivo, in occasione della gara di Champions League contro lo Šachtar, sigla la sua prima doppietta europea con l'Inter, che sancisce la vittoria del match e il conseguente passaggio del turno dei nerazzurri. Il 12 gennaio vince il suo primo trofeo con l'Inter, la Supercoppa italiana, battendo per 2-1 la Juventus dopo i tempi supplementari: per il bosniaco si tratta del primo titolo conquistato dal suo arrivo in Italia. L'8 febbraio seguente realizza la prima rete con i nerazzurri in Coppa Italia, aprendo le marcature nella gara valida per i quarti di finale contro la Roma, competizione che nel corso della stagione verrà vinta dai nerazzurri, battendo in finale ancora la Juventus, in una gara terminata 4-2 per i nerazzurri dopo i tempi supplementari; per Džeko è il secondo successo italiano. In campionato, invece, i nerazzurri non riescono a riconfermarsi campioni, cedendo la vetta al Milan.
All'inizio della stagione successiva il suo ruolo sembra destinato ad essere quello di riserva, visto il ritorno di Romelu Lukaku nel ruolo di centravanti, ma i problemi fisici accusati dal belga fin dalla prima parte di stagione consentono al bosniaco di tornare presto titolare. L'8 ottobre 2022 realizza una doppietta nella vittoria esterna per 2-1 contro il Sassuolo, raggiungendo e superando la quota dei 100 gol in Serie A: nell'occasione, Džeko diventa anche il terzo giocatore più anziano a far segnare tale traguardo nella storia della massima serie, dopo Goran Pandev e Sergio Pellissier. Il 26 ottobre, nella quinta giornata della fase a gironi della Champions League, contribuisce con una doppietta alla vittoria interista per 4-0 contro il Viktoria Plzeň, squadra alla quale Džeko nel corso della sua carriera ha segnato il maggior numero di gol; la vittoria regala ai nerazzurri la qualificazione aritmetica agli ottavi di finale. Il 4 gennaio 2023 segna un gol contro il Napoli, diventando con 20 realizzazioni il miglior marcatore over-35 della storia nerazzurra. Il 18 gennaio successivo realizza una rete nella finale di Supercoppa italiana, vinta dall'Inter battendo il Milam per 3-0, e diventa il marcatore più anziano nella storia della competizione; a fine gara viene premiato come miglior giocatore della partita. Il 10 maggio seguente segna il suo gol numero 400 in carriera tra club e nazionale maggiore nella gara di andata della semifinale di Champions vinta sempre contro il Milan vinta per 2-0; il bosniaco diventa il primo giocatore a segnare nella stracittadina meneghina in tre competizioni diverse nella stessa stagione (record poi eguagliato da Lautaro Martínez). Inoltre, a 37 anni e 54 giorni, diventa il secondo marcatore più anziano nella fase a eliminazione diretta del torneo. Il 24 maggio conquista la sua seconda Coppa Italia consecutiva, la nona della storia per il club nerazzurro, grazie alla vittoria per 2-1 in finale contro la Fiorentina. Il 10 giugno gioca da titolare nella finale di Champions League, persa per 1-0 contro il Manchester City.

#### Fenerbahçe
Il 22 giugno 2023 Džeko viene ingaggiato a parametro zero dai turchi del Fenerbahçe, in Süper Lig, siglando un contratto biennale con decorrenza dal 1º luglio seguente. Esordisce con i turchi il 26 luglio, nel secondo turno preliminare di UEFA Conference League, in cui segna un gol e fornisce due assist nel successo casalingo per 5-0 contro lo Zimbru Chișinău, mentre il 13 agosto seguente esordisce nel campionato turco, mettendo a segno una doppietta nel successo per 2-1 contro il Gaziantep. Il 29 ottobre mette a segno la sua prima tripletta in Süper Lig nel successo in trasferta per 0-5 contro il Pendikspor. Il 14 dicembre nell'ultima giornata della fase a gironi di UEFA Conference League segna una doppietta nel successo per 4-0 contro lo Spartak Trnava. In campionato la squadra turca termina seconda alle spalle del Galatasaray, e Dzeko con 21 reti segnate si piazza secondo nella classifica marcatori, dietro solo a Mauro Icardi. In tutto tra campionato e coppe mette insieme 25 gol e 10 assist in 46 partite stagionali.
Inizia la stagione seguente sotto la gestione di José Mourinho, segnando una tripletta nella gara di andata dei preliminari di Champions League vinta per 3-4 contro il Lugano. I Sarı Kanaryalar retrocedono però in Europa League, dopo aver perso il terzo turno preliminare contro il Lilla. In quest'ultima, Džeko realizza 3 gol e 3 assist in 12 partite, con la cavalcata dei turchi che si ferma agli ottavi di finale, venendo eliminati ai tiri di rigore dai Rangers. In campionato il Fenerbahçe si piazza nuovamente secondo, nuovamente dietro al Gala, con il bosniaco che diminuisce il suo tasso realizzativo, siglando 14 reti. Il 30 maggio 2025 annuncia il suo addio al Fenerbahçe.

#### Fiorentina
Il 10 luglio 2025, Džeko torna ufficialmente in Serie A, trasferendosi a parametro zero alla Fiorentina, con cui firma un contratto annuale, con opzione di rinnovo al verificarsi di determinate condizioni.

### Nazionale

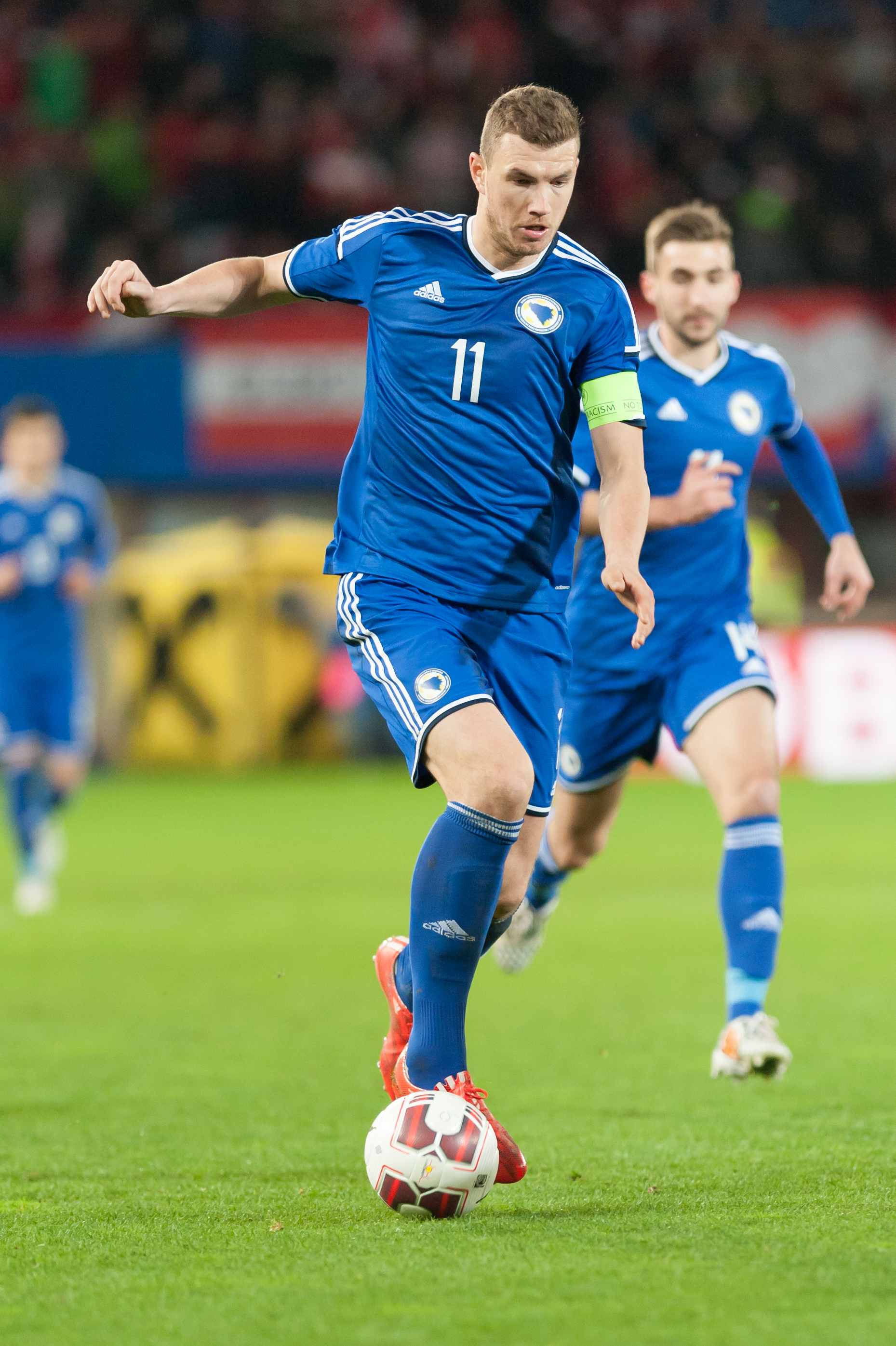
Džeko in azione di gioco con la maglia della nel 2015

Ha militato nelle varie nazionali giovanili del suo paese, per poi diventare un elemento di spicco della nazionale maggiore. Il 2 giugno 2007 debutta nella nazionale contro la Turchia segnando uno dei gol della vittoria bosniaca per 3-2. Nelle qualificazioni al campionato del mondo 2010 è stato il secondo miglior marcatore con 9 reti, una in meno del greco Theofanīs Gkekas. Tuttavia agli spareggi la squadra viene eliminata dal più blasonato Portogallo di Cristiano Ronaldo. In occasione del ritorno contro i lusitani ha indossato per la prima volta la fascia da capitano della nazionale.
Nelle qualificazioni al campionato del mondo 2014 è stato nuovamente il secondo miglior marcatore con 10 reti (una in meno dell'olandese Robin van Persie), che hanno contribuito ad una storica qualificazione al Mondiale della Bosnia. Il 7 settembre 2012, in occasione della vittoria per 8-1 contro il Liechtenstein, realizza una tripletta che gli consente di diventare il miglior marcatore nella storia della Bosnia, superando Elvir Bolić e Zvjezdan Misimović. Fa il suo esordio assoluto in un Mondiale il 15 giugno 2014, in occasione della sconfitta per 2-1 contro l'Argentina, mentre il 25 giugno 2014 va a segno nell'inutile vittoria per 3-1 contro l'Iran che non qualifica la nazionale bosniaca agli ottavi di finale.
Nell'agosto 2014 diventa definitivamente il capitano della sua nazionale.
.Nelle qualificazioni al campionato d'Europa 2016 segna con continuità (8 gol) portando la squadra allo spareggio-qualificazione contro l'Irlanda dove, pur andando a segno all'andata terminata 1-1, perde complessivamente 3-1 nelle due sfide e la sua nazionale viene esclusa dalle fasi finali dell'europeo.
Oltre a essere il miglior realizzatore della nazionale bosniaca, il 29 marzo 2016, con il gol in amichevole alla Svizzera, diviene il miglior realizzatore di tutte le nazionali della ex Jugoslavia con 46 reti, superando Davor Šuker della Croazia.
Il 15 ottobre 2018 sigla una doppietta nel match di Nations League 2018-2019 contro l'Irlanda del Nord: il primo di questi due gol è il suo trecentesimo centro in carriera, con queste 2 reti diventa il decimo migliore marcatore nella storia delle nazionali europee.
Il 23 marzo 2019, in occasione del successo per 2-1 contro l'Armenia, raggiunge quota 100 presenze in nazionale.

## Statistiche

### Presenze e reti nei club
Statistiche aggiornate al 10 luglio 2025.
Tra club e nazionale maggiore e nazionali giovanili Džeko ha totalizzato globalmente 1048 partite segnando 449 reti, alla media di 0.43 reti a partita.
| Stagione               | Squadra                | Campionato             | Campionato | Campionato | Coppe nazionali | Coppe nazionali | Coppe nazionali | Coppe continentali | Coppe continentali | Coppe continentali | Altre coppe | Altre coppe | Altre coppe | Totale | Totale |
| Stagione               | Squadra                | Comp                   | Pres       | Reti       | Comp            | Pres            | Reti            | Comp               | Pres               | Reti               | Comp        | Pres        | Reti        | Pres   | Reti   |
| ---------------------- | ---------------------- | ---------------------- | ---------- | ---------- | --------------- | --------------- | --------------- | ------------------ | ------------------ | ------------------ | ----------- | ----------- | ----------- | ------ | ------ |
| 2003-2004              | Željezničar            | PL                     | 15         | 2          | CB              | 1               | 0               | CU                 | 1                  | 0                  | -           | -           | -           | 17     | 2      |
| 2004-2005              | Željezničar            | PL                     | 20         | 1          | CB              | 5               | 1               | -                  | -                  | -                  | -           | -           | -           | 25     | 2      |
| Totale Željezničar     | Totale Željezničar     | Totale Željezničar     | 35         | 3          |                 | 6               | 1               |                    | 1                  | 0                  |             | -           | -           | 42     | 4      |
| 2005-gen. 2006         | Ústí nad Labem         | 2L                     | 15         | 6          | CC              | 4               | 2               | -                  | -                  | -                  | -           | -           | -           | 19     | 8      |
| gen.-giu. 2006         | Teplice                | 1L                     | 13         | 3          | CC              | 0               | 0               | -                  | -                  | -                  | -           | -           | -           | 13     | 3      |
| 2006-2007              | Teplice                | 1L                     | 30         | 13         | CC              | 2               | 0               | Int                | 2                  | 0                  | -           | -           | -           | 34     | 13     |
| Totale Teplice         | Totale Teplice         | Totale Teplice         | 43         | 16         |                 | 2               | 0               |                    | 2                  | 0                  |             | -           | -           | 47     | 16     |
| 2007-2008              | Wolfsburg              | BL                     | 28         | 8          | CG              | 5               | 1               | -                  | -                  | -                  | -           | -           | -           | 33     | 9      |
| 2008-2009              | Wolfsburg              | BL                     | 32         | 26         | CG              | 2               | 6               | CU                 | 8                  | 4                  | -           | -           | -           | 42     | 36     |
| 2009-2010              | Wolfsburg              | BL                     | 34         | 22         | CG              | 2               | 2               | UCL+UEL            | 6+6                | 4+1                |             | -           | -           | 48     | 29     |
| 2010-gen. 2011         | Wolfsburg              | BL                     | 17         | 10         | CG              | 2               | 1               | -                  | -                  | -                  | -           | -           | -           | 19     | 11     |
| Totale Wolfsburg       | Totale Wolfsburg       | Totale Wolfsburg       | 111        | 66         |                 | 11              | 10              |                    | 20                 | 9                  |             | 0           | 0           | 142    | 85     |
| gen.-giu. 2011         | Manchester City        | PL                     | 15         | 2          | FACup+CdL       | 2+0             | 2+0             | UEL                | 4                  | 2                  | -           | -           | -           | 21     | 6      |
| 2011-2012              | Manchester City        | PL                     | 30         | 14         | FACup+CdL       | 0+4             | 0+3             | UCL+UEL            | 5+3                | 0+1                | CS          | 1           | 1           | 43     | 19     |
| 2012-2013              | Manchester City        | PL                     | 32         | 14         | FACup+CdL       | 5+1             | 0               | UCL                | 6                  | 1                  | CS          | 1           | 0           | 45     | 15     |
| 2013-2014              | Manchester City        | PL                     | 31         | 16         | FACup+CdL       | 5+5             | 2+6             | UCL                | 7                  | 2                  | -           | -           | -           | 48     | 26     |
| 2014-2015              | Manchester City        | PL                     | 22         | 4          | FACup+CdL       | 1+2             | 0+2             | UCL                | 6                  | 0                  | CS          | 1           | 0           | 32     | 6      |
| Totale Manchester City | Totale Manchester City | Totale Manchester City | 130        | 50         |                 | 25              | 15              |                    | 31                 | 6                  |             | 3           | 1           | 189    | 72     |
| 2015-2016              | Roma                   | A                      | 31         | 8          | CI              | 1               | 0               | UCL                | 7                  | 2                  | -           | -           | -           | 39     | 10     |
| 2016-2017              | Roma                   | A                      | 37         | 29         | CI              | 4               | 2               | UCL+UEL            | 2+8                | 0+8                | -           | -           | -           | 51     | 39     |
| 2017-2018              | Roma                   | A                      | 36         | 16         | CI              | 1               | 0               | UCL                | 12                 | 8                  | -           | -           | -           | 49     | 24     |
| 2018-2019              | Roma                   | A                      | 33         | 9          | CI              | 1               | 0               | UCL                | 6                  | 5                  | -           | -           | -           | 40     | 14     |
| 2019-2020              | Roma                   | A                      | 35         | 16         | CI              | 0               | 0               | UEL                | 8                  | 3                  | -           | -           | -           | 43     | 19     |
| 2020-2021              | Roma                   | A                      | 27         | 7          | CI              | 1               | 0               | UEL                | 10                 | 6                  | -           | -           | -           | 38     | 13     |
| Totale Roma            | Totale Roma            | Totale Roma            | 199        | 85         |                 | 8               | 2               |                    | 53                 | 32                 |             | -           | -           | 260    | 119    |
| 2021-2022              | Inter                  | A                      | 36         | 13         | CI              | 5               | 1               | UCL                | 7                  | 3                  | SI          | 1           | 0           | 49     | 17     |
| 2022-2023              | Inter                  | A                      | 33         | 9          | CI              | 5               | 0               | UCL                | 13                 | 4                  | SI          | 1           | 1           | 52     | 14     |
| Totale Inter           | Totale Inter           | Totale Inter           | 69         | 22         |                 | 10              | 1               |                    | 20                 | 7                  |             | 2           | 1           | 101    | 31     |
| 2023-2024              | Fenerbahçe             | SL                     | 36         | 21         | TK              | 0               | 0               | UECL               | 10                 | 4                  | ST          | 0           | 0           | 46     | 25     |
| 2024-2025              | Fenerbahçe             | SL                     | 35         | 14         | TK              | 2               | 0               | UCL+UEL            | 4+12               | 4+3                | -           | -           | -           | 53     | 21     |
| Totale Fenerbahçe      | Totale Fenerbahçe      | Totale Fenerbahçe      | 71         | 35         |                 | 2               | 0               |                    | 26                 | 11                 |             | 0           | 0           | 99     | 46     |
| 2025-2026              | Fiorentina             | A                      | -          | -          | CI              | -               | -               | UECL               | -                  | -                  | -           | -           | -           | -      | -      |
| Totale carriera        | Totale carriera        | Totale carriera        | 673        | 283        |                 | 68              | 31              |                    | 153                | 65                 |             | 5           | 2           | 899    | 381    |

### Cronologia presenze e reti in nazionale
| Cronologia completa delle presenze e delle reti in nazionale ― Bosnia ed Erzegovina | Cronologia completa delle presenze e delle reti in nazionale ― Bosnia ed Erzegovina | Cronologia completa delle presenze e delle reti in nazionale ― Bosnia ed Erzegovina | Cronologia completa delle presenze e delle reti in nazionale ― Bosnia ed Erzegovina | Cronologia completa delle presenze e delle reti in nazionale ― Bosnia ed Erzegovina | Cronologia completa delle presenze e delle reti in nazionale ― Bosnia ed Erzegovina | Cronologia completa delle presenze e delle reti in nazionale ― Bosnia ed Erzegovina | Cronologia completa delle presenze e delle reti in nazionale ― Bosnia ed Erzegovina |
| Data                                                                                | Città                                                                               | In casa                                                                             | Risultato                                                                           | Ospiti                                                                              | Competizione                                                                        | Reti                                                                                | Note                                                                                |
| ----------------------------------------------------------------------------------- | ----------------------------------------------------------------------------------- | ----------------------------------------------------------------------------------- | ----------------------------------------------------------------------------------- | ----------------------------------------------------------------------------------- | ----------------------------------------------------------------------------------- | ----------------------------------------------------------------------------------- | ----------------------------------------------------------------------------------- |
| 2-6-2007                                                                            | Sarajevo                                                                            | Bosnia ed Erzegovina                                                                | 3 – 2                                                                               | Turchia                                                                             | Qual. Euro 2008                                                                     | 1                                                                                   | 61’                                                                                 |
| 6-6-2007                                                                            | Sarajevo                                                                            | Bosnia ed Erzegovina                                                                | 1 – 0                                                                               | Malta                                                                               | Qual. Euro 2008                                                                     | -                                                                                   | 56’                                                                                 |
| 22-8-2007                                                                           | Sarajevo                                                                            | Bosnia ed Erzegovina                                                                | 3 – 5                                                                               | Croazia                                                                             | Amichevole                                                                          | -                                                                                   | 46’                                                                                 |
| 8-9-2007                                                                            | Budapest                                                                            | Ungheria                                                                            | 1 – 0                                                                               | Bosnia ed Erzegovina                                                                | Qual. Euro 2008                                                                     | -                                                                                   | 67’                                                                                 |
| 12-9-2007                                                                           | Sarajevo                                                                            | Bosnia ed Erzegovina                                                                | 0 – 1                                                                               | Moldavia                                                                            | Qual. Euro 2008                                                                     | -                                                                                   |                                                                                     |
| 17-10-2007                                                                          | Sarajevo                                                                            | Bosnia ed Erzegovina                                                                | 0 – 2                                                                               | Norvegia                                                                            | Qual. Euro 2008                                                                     | -                                                                                   | 46’ 90+3’                                                                           |
| 21-11-2007                                                                          | Istanbul                                                                            | Turchia                                                                             | 1 – 0                                                                               | Bosnia ed Erzegovina                                                                | Qual. Euro 2008                                                                     | -                                                                                   | 83’                                                                                 |
| 26-3-2008                                                                           | Zenica                                                                              | Bosnia ed Erzegovina                                                                | 2 – 2                                                                               | Macedonia                                                                           | Amichevole                                                                          | -                                                                                   |                                                                                     |
| 6-9-2008                                                                            | Elche                                                                               | Spagna                                                                              | 1 – 0                                                                               | Bosnia ed Erzegovina                                                                | Qual. Mondiali 2010                                                                 | -                                                                                   | 85’                                                                                 |
| 10-9-2008                                                                           | Zenica                                                                              | Bosnia ed Erzegovina                                                                | 7 – 0                                                                               | Estonia                                                                             | Qual. Mondiali 2010                                                                 | 2                                                                                   |                                                                                     |
| 11-10-2008                                                                          | Istanbul                                                                            | Turchia                                                                             | 2 – 1                                                                               | Bosnia ed Erzegovina                                                                | Qual. Mondiali 2010                                                                 | 1                                                                                   |                                                                                     |
| 15-10-2008                                                                          | Zenica                                                                              | Bosnia ed Erzegovina                                                                | 4 – 1                                                                               | Armenia                                                                             | Qual. Mondiali 2010                                                                 | 1                                                                                   |                                                                                     |
| 19-11-2008                                                                          | Maribor                                                                             | Slovenia                                                                            | 3 – 4                                                                               | Bosnia ed Erzegovina                                                                | Amichevole                                                                          | 1                                                                                   | 55’ 88’                                                                             |
| 28-3-2009                                                                           | Bruxelles                                                                           | Belgio                                                                              | 2 – 4                                                                               | Bosnia ed Erzegovina                                                                | Qual. Mondiali 2010                                                                 | 1                                                                                   | 85’                                                                                 |
| 1-4-2009                                                                            | Zenica                                                                              | Bosnia ed Erzegovina                                                                | 2 – 1                                                                               | Belgio                                                                              | Qual. Mondiali 2010                                                                 | 2                                                                                   | 90’                                                                                 |
| 9-6-2009                                                                            | Cannes                                                                              | Oman                                                                                | 1 – 2                                                                               | Bosnia ed Erzegovina                                                                | Amichevole                                                                          | 1                                                                                   | 90’                                                                                 |
| 12-8-2009                                                                           | Sarajevo                                                                            | Bosnia ed Erzegovina                                                                | 2 – 3                                                                               | Iran                                                                                | Amichevole                                                                          | 2                                                                                   | 49’                                                                                 |
| 5-9-2009                                                                            | Erevan                                                                              | Armenia                                                                             | 0 – 2                                                                               | Bosnia ed Erzegovina                                                                | Qual. Mondiali 2010                                                                 | -                                                                                   |                                                                                     |
| 9-9-2009                                                                            | Zenica                                                                              | Bosnia ed Erzegovina                                                                | 1 – 1                                                                               | Turchia                                                                             | Qual. Mondiali 2010                                                                 | -                                                                                   |                                                                                     |
| 10-10-2009                                                                          | Tallinn                                                                             | Estonia                                                                             | 0 – 2                                                                               | Bosnia ed Erzegovina                                                                | Qual. Mondiali 2010                                                                 | 1                                                                                   |                                                                                     |
| 14-10-2009                                                                          | Zenica                                                                              | Bosnia ed Erzegovina                                                                | 2 – 5                                                                               | Spagna                                                                              | Qual. Mondiali 2010                                                                 | 1                                                                                   |                                                                                     |
| 14-11-2009                                                                          | Lisbona                                                                             | Portogallo                                                                          | 1 – 0                                                                               | Bosnia ed Erzegovina                                                                | Qual. Mondiali 2010                                                                 | -                                                                                   |                                                                                     |
| 18-11-2009                                                                          | Zenica                                                                              | Bosnia ed Erzegovina                                                                | 0 – 1                                                                               | Portogallo                                                                          | Qual. Mondiali 2010                                                                 | -                                                                                   | cap. 58’                                                                            |
| 3-3-2010                                                                            | Sarajevo                                                                            | Bosnia ed Erzegovina                                                                | 2 – 1                                                                               | Ghana                                                                               | Amichevole                                                                          | -                                                                                   |                                                                                     |
| 29-5-2010                                                                           | Solna                                                                               | Svezia                                                                              | 4 – 2                                                                               | Bosnia ed Erzegovina                                                                | Amichevole                                                                          | -                                                                                   | 81’                                                                                 |
| 3-6-2010                                                                            | Francoforte                                                                         | Germania                                                                            | 3 – 1                                                                               | Bosnia ed Erzegovina                                                                | Amichevole                                                                          | 1                                                                                   |                                                                                     |
| 10-8-2010                                                                           | Sarajevo                                                                            | Bosnia ed Erzegovina                                                                | 1 – 1                                                                               | Qatar                                                                               | Amichevole                                                                          | -                                                                                   |                                                                                     |
| 3-9-2010                                                                            | Lussemburgo                                                                         | Lussemburgo                                                                         | 0 – 3                                                                               | Bosnia ed Erzegovina                                                                | Qual. Euro 2012                                                                     | 1                                                                                   |                                                                                     |
| 7-9-2010                                                                            | Sarajevo                                                                            | Bosnia ed Erzegovina                                                                | 0 – 2                                                                               | Francia                                                                             | Qual. Euro 2012                                                                     | -                                                                                   |                                                                                     |
| 8-10-2010                                                                           | Tirana                                                                              | Albania                                                                             | 1 – 1                                                                               | Bosnia ed Erzegovina                                                                | Qual. Euro 2012                                                                     | -                                                                                   | 89’                                                                                 |
| 17-11-2010                                                                          | Bratislava                                                                          | Slovacchia                                                                          | 2 – 3                                                                               | Bosnia ed Erzegovina                                                                | Amichevole                                                                          | 1                                                                                   | 83’                                                                                 |
| 26-3-2011                                                                           | Zenica                                                                              | Bosnia ed Erzegovina                                                                | 2 – 1                                                                               | Romania                                                                             | Qual. Euro 2012                                                                     | 1                                                                                   |                                                                                     |
| 3-6-2011                                                                            | Bucarest                                                                            | Romania                                                                             | 3 – 0                                                                               | Bosnia ed Erzegovina                                                                | Qual. Euro 2012                                                                     | -                                                                                   | 64’                                                                                 |
| 7-6-2011                                                                            | Zenica                                                                              | Bosnia ed Erzegovina                                                                | 2 – 0                                                                               | Albania                                                                             | Qual. Euro 2012                                                                     | -                                                                                   |                                                                                     |
| 10-8-2011                                                                           | Sarajevo                                                                            | Bosnia ed Erzegovina                                                                | 0 – 0                                                                               | Grecia                                                                              | Amichevole                                                                          | -                                                                                   |                                                                                     |
| 2-9-2011                                                                            | Minsk                                                                               | Bielorussia                                                                         | 0 – 2                                                                               | Bosnia ed Erzegovina                                                                | Qual. Euro 2012                                                                     | -                                                                                   | 80’                                                                                 |
| 6-9-2011                                                                            | Zenica                                                                              | Bosnia ed Erzegovina                                                                | 1 – 0                                                                               | Bielorussia                                                                         | Qual. Euro 2012                                                                     | -                                                                                   |                                                                                     |
| 7-10-2011                                                                           | Zenica                                                                              | Bosnia ed Erzegovina                                                                | 5 – 0                                                                               | Lussemburgo                                                                         | Qual. Euro 2012                                                                     | 1                                                                                   |                                                                                     |
| 11-10-2011                                                                          | Saint-Denis                                                                         | Francia                                                                             | 1 – 1                                                                               | Bosnia ed Erzegovina                                                                | Qual. Euro 2012                                                                     | 1                                                                                   |                                                                                     |
| 11-11-2011                                                                          | Zenica                                                                              | Bosnia ed Erzegovina                                                                | 0 – 0                                                                               | Portogallo                                                                          | Qual. Euro 2012                                                                     | -                                                                                   |                                                                                     |
| 15-11-2011                                                                          | Lisbona                                                                             | Portogallo                                                                          | 6 – 2                                                                               | Bosnia ed Erzegovina                                                                | Qual. Euro 2012                                                                     | -                                                                                   | 68’                                                                                 |
| 28-2-2012                                                                           | San Gallo                                                                           | Bosnia ed Erzegovina                                                                | 1 – 2                                                                               | Brasile                                                                             | Amichevole                                                                          | -                                                                                   |                                                                                     |
| 26-5-2012                                                                           | Dublino                                                                             | Irlanda                                                                             | 1 – 0                                                                               | Bosnia ed Erzegovina                                                                | Amichevole                                                                          | -                                                                                   |                                                                                     |
| 31-5-2012                                                                           | Chicago                                                                             | Messico                                                                             | 2 – 1                                                                               | Bosnia ed Erzegovina                                                                | Amichevole                                                                          | 1                                                                                   |                                                                                     |
| 15-8-2012                                                                           | Llanelli                                                                            | Galles                                                                              | 0 – 2                                                                               | Bosnia ed Erzegovina                                                                | Amichevole                                                                          | -                                                                                   |                                                                                     |
| 7-9-2012                                                                            | Vaduz                                                                               | Liechtenstein                                                                       | 1 – 8                                                                               | Bosnia ed Erzegovina                                                                | Qual. Mondiali 2014                                                                 | 3                                                                                   |                                                                                     |
| 11-9-2012                                                                           | Zenica                                                                              | Bosnia ed Erzegovina                                                                | 4 – 1                                                                               | Lettonia                                                                            | Qual. Mondiali 2014                                                                 | 1                                                                                   |                                                                                     |
| 12-10-2012                                                                          | Atene                                                                               | Grecia                                                                              | 0 – 0                                                                               | Bosnia ed Erzegovina                                                                | Qual. Mondiali 2014                                                                 | -                                                                                   |                                                                                     |
| 16-10-2012                                                                          | Zenica                                                                              | Bosnia ed Erzegovina                                                                | 3 – 0                                                                               | Lituania                                                                            | Qual. Mondiali 2014                                                                 | 1                                                                                   |                                                                                     |
| 14-11-2012                                                                          | Algeri                                                                              | Algeria                                                                             | 0 – 1                                                                               | Bosnia ed Erzegovina                                                                | Amichevole                                                                          | -                                                                                   | 63’                                                                                 |
| 6-2-2013                                                                            | Capodistria                                                                         | Slovenia                                                                            | 0 – 3                                                                               | Bosnia ed Erzegovina                                                                | Amichevole                                                                          | -                                                                                   |                                                                                     |
| 22-3-2013                                                                           | Zenica                                                                              | Bosnia ed Erzegovina                                                                | 3 – 1                                                                               | Grecia                                                                              | Qual. Mondiali 2014                                                                 | 2                                                                                   |                                                                                     |
| 7-6-2013                                                                            | Riga                                                                                | Lettonia                                                                            | 0 – 5                                                                               | Bosnia ed Erzegovina                                                                | Qual. Mondiali 2014                                                                 | 1                                                                                   |                                                                                     |
| 14-8-2013                                                                           | Sarajevo                                                                            | Bosnia ed Erzegovina                                                                | 3 – 4                                                                               | Stati Uniti                                                                         | Amichevole                                                                          | 2                                                                                   |                                                                                     |
| 6-9-2013                                                                            | Zenica                                                                              | Bosnia ed Erzegovina                                                                | 0 – 1                                                                               | Slovacchia                                                                          | Qual. Mondiali 2014                                                                 | -                                                                                   |                                                                                     |
| 10-9-2013                                                                           | Žilina                                                                              | Slovacchia                                                                          | 1 – 2                                                                               | Bosnia ed Erzegovina                                                                | Qual. Mondiali 2014                                                                 | -                                                                                   |                                                                                     |
| 11-10-2013                                                                          | Zenica                                                                              | Bosnia ed Erzegovina                                                                | 4 – 1                                                                               | Liechtenstein                                                                       | Qual. Mondiali 2014                                                                 | 2                                                                                   |                                                                                     |
| 15-10-2013                                                                          | Kaunas                                                                              | Lituania                                                                            | 0 – 1                                                                               | Bosnia ed Erzegovina                                                                | Qual. Mondiali 2014                                                                 | -                                                                                   |                                                                                     |
| 18-11-2013                                                                          | St. Louis                                                                           | Argentina                                                                           | 2 – 0                                                                               | Bosnia ed Erzegovina                                                                | Amichevole                                                                          | -                                                                                   |                                                                                     |
| 5-3-2014                                                                            | Innsbruck                                                                           | Bosnia ed Erzegovina                                                                | 0 – 2                                                                               | Egitto                                                                              | Amichevole                                                                          | -                                                                                   |                                                                                     |
| 30-5-2014                                                                           | St. Louis                                                                           | Bosnia ed Erzegovina                                                                | 2 – 1                                                                               | Costa d'Avorio                                                                      | Amichevole                                                                          | 2                                                                                   | 61’                                                                                 |
| 3-6-2014                                                                            | Chicago                                                                             | Messico                                                                             | 0 – 1                                                                               | Bosnia ed Erzegovina                                                                | Amichevole                                                                          | -                                                                                   |                                                                                     |
| 15-6-2014                                                                           | Rio de Janeiro                                                                      | Argentina                                                                           | 2 – 1                                                                               | Bosnia ed Erzegovina                                                                | Mondiali 2014 - 1º turno                                                            | -                                                                                   |                                                                                     |
| 21-6-2014                                                                           | Cuiabá                                                                              | Nigeria                                                                             | 1 – 0                                                                               | Bosnia ed Erzegovina                                                                | Mondiali 2014 - 1º turno                                                            | -                                                                                   |                                                                                     |
| 25-6-2014                                                                           | Salvador                                                                            | Bosnia ed Erzegovina                                                                | 3 – 1                                                                               | Iran                                                                                | Mondiali 2014 - 1º turno                                                            | 1                                                                                   | 84’                                                                                 |
| 4-9-2014                                                                            | Tuzla                                                                               | Bosnia ed Erzegovina                                                                | 3 – 0                                                                               | Liechtenstein                                                                       | Amichevole                                                                          | 1                                                                                   | cap. 62’                                                                            |
| 9-9-2014                                                                            | Zenica                                                                              | Bosnia ed Erzegovina                                                                | 1 – 2                                                                               | Cipro                                                                               | Qual. Euro 2016                                                                     | -                                                                                   | cap. 76’                                                                            |
| 10-10-2014                                                                          | Cardiff                                                                             | Galles                                                                              | 0 – 0                                                                               | Bosnia ed Erzegovina                                                                | Qual. Euro 2016                                                                     | -                                                                                   | cap. 72’                                                                            |
| 13-10-2014                                                                          | Zenica                                                                              | Bosnia ed Erzegovina                                                                | 1 – 1                                                                               | Belgio                                                                              | Qual. Euro 2016                                                                     | 1                                                                                   | cap.                                                                                |
| 28-3-2015                                                                           | Andorra la Vella                                                                    | Andorra                                                                             | 0 – 3                                                                               | Bosnia ed Erzegovina                                                                | Qual. Euro 2016                                                                     | 3                                                                                   | cap.                                                                                |
| 31-3-2015                                                                           | Vienna                                                                              | Austria                                                                             | 1 – 1                                                                               | Bosnia ed Erzegovina                                                                | Amichevole                                                                          | -                                                                                   | cap. 64’                                                                            |
| 12-6-2015                                                                           | Zenica                                                                              | Bosnia ed Erzegovina                                                                | 3 – 1                                                                               | Israele                                                                             | Qual. Euro 2016                                                                     | 1                                                                                   | cap.                                                                                |
| 3-9-2015                                                                            | Bruxelles                                                                           | Belgio                                                                              | 3 – 1                                                                               | Bosnia ed Erzegovina                                                                | Qual. Euro 2016                                                                     | 1                                                                                   | cap.                                                                                |
| 6-9-2015                                                                            | Zenica                                                                              | Bosnia ed Erzegovina                                                                | 3 – 0                                                                               | Andorra                                                                             | Qual. Euro 2016                                                                     | 1                                                                                   | cap. 67’                                                                            |
| 13-11-2015                                                                          | Zenica                                                                              | Bosnia ed Erzegovina                                                                | 1 – 1                                                                               | Irlanda                                                                             | Qual. Euro 2016                                                                     | 1                                                                                   | cap.                                                                                |
| 16-11-2015                                                                          | Dublino                                                                             | Irlanda                                                                             | 2 – 0                                                                               | Bosnia ed Erzegovina                                                                | Qual. Euro 2016                                                                     | -                                                                                   | cap. 90+3’                                                                          |
| 25-3-2016                                                                           | Lussemburgo                                                                         | Lussemburgo                                                                         | 0 – 3                                                                               | Bosnia ed Erzegovina                                                                | Amichevole                                                                          | -                                                                                   | 46’                                                                                 |
| 29-3-2016                                                                           | Zurigo                                                                              | Svizzera                                                                            | 0 – 2                                                                               | Bosnia ed Erzegovina                                                                | Amichevole                                                                          | 1                                                                                   | cap.                                                                                |
| 29-5-2016                                                                           | San Gallo                                                                           | Spagna                                                                              | 3 – 1                                                                               | Bosnia ed Erzegovina                                                                | Amichevole                                                                          | -                                                                                   | cap. 22’                                                                            |
| 6-9-2016                                                                            | Zenica                                                                              | Bosnia ed Erzegovina                                                                | 5 – 0                                                                               | Estonia                                                                             | Qual. Mondiali 2018                                                                 | 1                                                                                   | cap. 81’                                                                            |
| 7-10-2016                                                                           | Bruxelles                                                                           | Belgio                                                                              | 4 – 0                                                                               | Bosnia ed Erzegovina                                                                | Qual. Mondiali 2018                                                                 | -                                                                                   | cap.                                                                                |
| 10-10-2016                                                                          | Zenica                                                                              | Bosnia ed Erzegovina                                                                | 2 – 0                                                                               | Cipro                                                                               | Qual. Mondiali 2018                                                                 | 2                                                                                   | cap.                                                                                |
| 13-11-2016                                                                          | Atene                                                                               | Grecia                                                                              | 1 – 1                                                                               | Bosnia ed Erzegovina                                                                | Qual. Mondiali 2018                                                                 | -                                                                                   | cap. 12’, 79’                                                                       |
| 28-3-2017                                                                           | Elbasan                                                                             | Albania                                                                             | 1 – 2                                                                               | Bosnia ed Erzegovina                                                                | Amichevole                                                                          | 1                                                                                   | cap. 59’                                                                            |
| 9-6-2017                                                                            | Zenica                                                                              | Bosnia ed Erzegovina                                                                | 0 – 0                                                                               | Grecia                                                                              | Qual. Mondiali 2018                                                                 | -                                                                                   | cap.                                                                                |
| 31-8-2017                                                                           | Nicosia                                                                             | Cipro                                                                               | 3 – 2                                                                               | Bosnia ed Erzegovina                                                                | Qual. Mondiali 2018                                                                 | -                                                                                   | cap.                                                                                |
| 3-9-2017                                                                            | Faro                                                                                | Gibilterra                                                                          | 0 – 4                                                                               | Bosnia ed Erzegovina                                                                | Qual. Mondiali 2018                                                                 | 2                                                                                   | cap.                                                                                |
| 7-10-2017                                                                           | Sarajevo                                                                            | Bosnia ed Erzegovina                                                                | 3 – 4                                                                               | Belgio                                                                              | Qual. Mondiali 2018                                                                 | -                                                                                   | cap.                                                                                |
| 10-10-2017                                                                          | Tallinn                                                                             | Estonia                                                                             | 1 – 2                                                                               | Bosnia ed Erzegovina                                                                | Qual. Mondiali 2018                                                                 | -                                                                                   | 65’                                                                                 |
| 23-3-2018                                                                           | Razgrad                                                                             | Bulgaria                                                                            | 0 – 1                                                                               | Bosnia ed Erzegovina                                                                | Amichevole                                                                          | -                                                                                   | cap. 76’                                                                            |
| 27-3-2018                                                                           | Le Havre                                                                            | Senegal                                                                             | 0 – 0                                                                               | Bosnia ed Erzegovina                                                                | Amichevole                                                                          | -                                                                                   | cap. 69’                                                                            |
| 28-5-2018                                                                           | Zenica                                                                              | Bosnia ed Erzegovina                                                                | 0 – 0                                                                               | Montenegro                                                                          | Amichevole                                                                          | -                                                                                   | cap.                                                                                |
| 1-6-2018                                                                            | Jeonju                                                                              | Corea del Sud                                                                       | 1 – 3                                                                               | Bosnia ed Erzegovina                                                                | Amichevole                                                                          | -                                                                                   | cap. 60’                                                                            |
| 8-9-2018                                                                            | Belfast                                                                             | Irlanda del Nord                                                                    | 1 – 2                                                                               | Bosnia ed Erzegovina                                                                | UEFA Nations League 2018-2019 - 1º turno                                            | -                                                                                   | cap. 51’                                                                            |
| 11-9-2018                                                                           | Zenica                                                                              | Bosnia ed Erzegovina                                                                | 1 – 0                                                                               | Austria                                                                             | UEFA Nations League 2018-2019 - 1º turno                                            | 1                                                                                   | cap.                                                                                |
| 11-10-2018                                                                          | Rize                                                                                | Turchia                                                                             | 0 – 0                                                                               | Bosnia ed Erzegovina                                                                | Amichevole                                                                          | -                                                                                   | cap. 46’                                                                            |
| 15-10-2018                                                                          | Sarajevo                                                                            | Bosnia ed Erzegovina                                                                | 2 – 0                                                                               | Irlanda del Nord                                                                    | UEFA Nations League 2018-2019 - 1º turno                                            | 2                                                                                   | cap.                                                                                |
| 15-11-2018                                                                          | Vienna                                                                              | Austria                                                                             | 0 – 0                                                                               | Bosnia ed Erzegovina                                                                | UEFA Nations League 2018-2019 - 1º turno                                            | -                                                                                   | cap.                                                                                |
| 18-11-2018                                                                          | Las Palmas                                                                          | Spagna                                                                              | 1 – 0                                                                               | Bosnia ed Erzegovina                                                                | Amichevole                                                                          | -                                                                                   | cap. 85’                                                                            |
| 23-3-2019                                                                           | Sarajevo                                                                            | Bosnia ed Erzegovina                                                                | 2 – 1                                                                               | Armenia                                                                             | Qual. Euro 2020                                                                     | -                                                                                   | cap.                                                                                |
| 26-3-2019                                                                           | Zenica                                                                              | Bosnia ed Erzegovina                                                                | 2 – 2                                                                               | Grecia                                                                              | Qual. Euro 2020                                                                     | -                                                                                   | cap. 90+1’                                                                          |
| 8-6-2019                                                                            | Tampere                                                                             | Finlandia                                                                           | 2 – 0                                                                               | Bosnia ed Erzegovina                                                                | Qual. Euro 2020                                                                     | -                                                                                   | cap.                                                                                |
| 11-6-2019                                                                           | Torino                                                                              | Italia                                                                              | 2 – 1                                                                               | Bosnia ed Erzegovina                                                                | Qual. Euro 2020                                                                     | 1                                                                                   | cap. 90+2’                                                                          |
| 5-9-2019                                                                            | Zenica                                                                              | Bosnia ed Erzegovina                                                                | 5 – 0                                                                               | Liechtenstein                                                                       | Qual. Euro 2020                                                                     | 1                                                                                   | cap.                                                                                |
| 8-9-2019                                                                            | Erevan                                                                              | Armenia                                                                             | 4 – 2                                                                               | Bosnia ed Erzegovina                                                                | Qual. Euro 2020                                                                     | 1                                                                                   | cap. 72’                                                                            |
| 15-11-2019                                                                          | Zenica                                                                              | Bosnia ed Erzegovina                                                                | 0 – 3                                                                               | Italia                                                                              | Qual. Euro 2020                                                                     | -                                                                                   | cap.                                                                                |
| 18-11-2019                                                                          | Vaduz                                                                               | Liechtenstein                                                                       | 0 – 3                                                                               | Bosnia ed Erzegovina                                                                | Qual. Euro 2020                                                                     | -                                                                                   | 70’                                                                                 |
| 4-9-2020                                                                            | Firenze                                                                             | Italia                                                                              | 1 – 1                                                                               | Bosnia ed Erzegovina                                                                | UEFA Nations League 2020-2021 - 1º turno                                            | 1                                                                                   | cap.                                                                                |
| 7-9-2020                                                                            | Zenica                                                                              | Bosnia ed Erzegovina                                                                | 1 – 2                                                                               | Polonia                                                                             | UEFA Nations League 2020-2021 - 1º turno                                            | -                                                                                   | 60’                                                                                 |
| 8-10-2020                                                                           | Sarajevo                                                                            | Bosnia ed Erzegovina                                                                | 1 – 1 dts (3 – 4 dtr)                                                               | Irlanda del Nord                                                                    | Qual. Euro 2020                                                                     | -                                                                                   | cap.                                                                                |
| 11-10-2020                                                                          | Zenica                                                                              | Bosnia ed Erzegovina                                                                | 0 – 0                                                                               | Paesi Bassi                                                                         | UEFA Nations League 2020-2021 - 1º turno                                            | -                                                                                   | 61’                                                                                 |
| 14-10-2020                                                                          | Breslavia                                                                           | Polonia                                                                             | 3 – 0                                                                               | Bosnia ed Erzegovina                                                                | UEFA Nations League 2020-2021 - 1º turno                                            | -                                                                                   | cap. 15’ 58’                                                                        |
| 24-3-2021                                                                           | Helsinki                                                                            | Finlandia                                                                           | 2 – 2                                                                               | Bosnia ed Erzegovina                                                                | Qual. Mondiali 2022                                                                 | -                                                                                   | cap.                                                                                |
| 31-3-2021                                                                           | Sarajevo                                                                            | Bosnia ed Erzegovina                                                                | 0 – 1                                                                               | Francia                                                                             | Qual. Mondiali 2022                                                                 | -                                                                                   | cap.                                                                                |
| 1-9-2021                                                                            | Strasburgo                                                                          | Francia                                                                             | 1 – 1                                                                               | Bosnia ed Erzegovina                                                                | Qual. Mondiali 2022                                                                 | 1                                                                                   | cap.                                                                                |
| 7-9-2021                                                                            | Zenica                                                                              | Bosnia ed Erzegovina                                                                | 2 – 2                                                                               | Kazakistan                                                                          | Qual. Mondiali 2022                                                                 | -                                                                                   | cap.                                                                                |
| 9-10-2021                                                                           | Astana                                                                              | Kazakistan                                                                          | 0 – 2                                                                               | Bosnia ed Erzegovina                                                                | Qual. Mondiali 2022                                                                 | -                                                                                   | cap.                                                                                |
| 12-10-2021                                                                          | Leopoli                                                                             | Ucraina                                                                             | 1 – 1                                                                               | Bosnia ed Erzegovina                                                                | Qual. Mondiali 2022                                                                 | -                                                                                   | cap.                                                                                |
| 25-3-2022                                                                           | Zenica                                                                              | Bosnia ed Erzegovina                                                                | 0 – 1                                                                               | Georgia                                                                             | Amichevole                                                                          | -                                                                                   | cap.                                                                                |
| 29-3-2022                                                                           | Sarajevo                                                                            | Bosnia ed Erzegovina                                                                | 1 – 0                                                                               | Lussemburgo                                                                         | Amichevole                                                                          | 1                                                                                   | 66’                                                                                 |
| 4-6-2022                                                                            | Helsinki                                                                            | Finlandia                                                                           | 1 – 1                                                                               | Bosnia ed Erzegovina                                                                | UEFA Nations League 2022-2023 - 1º turno                                            | -                                                                                   | cap.                                                                                |
| 7-6-2022                                                                            | Zenica                                                                              | Bosnia ed Erzegovina                                                                | 1 – 0                                                                               | Romania                                                                             | UEFA Nations League 2022-2023 - 1º turno                                            | -                                                                                   | cap. 46’                                                                            |
| 11-6-2022                                                                           | Podgorica                                                                           | Montenegro                                                                          | 1 – 1                                                                               | Bosnia ed Erzegovina                                                                | UEFA Nations League 2022-2023 - 1º turno                                            | -                                                                                   | cap. 79’                                                                            |
| 14-6-2022                                                                           | Zenica                                                                              | Bosnia ed Erzegovina                                                                | 3 – 2                                                                               | Finlandia                                                                           | UEFA Nations League 2022-2023 - 1º turno                                            | 2                                                                                   | cap.                                                                                |
| 23-9-2022                                                                           | Zenica                                                                              | Bosnia ed Erzegovina                                                                | 1 – 0                                                                               | Montenegro                                                                          | UEFA Nations League 2022-2023 - 1º turno                                            | -                                                                                   | cap. 78’                                                                            |
| 26-9-2022                                                                           | Bucarest                                                                            | Romania                                                                             | 4 – 1                                                                               | Bosnia ed Erzegovina                                                                | UEFA Nations League 2022-2023 - 1º turno                                            | 1                                                                                   | 71’                                                                                 |
| 26-3-2023                                                                           | Bratislava                                                                          | Slovacchia                                                                          | 2 – 0                                                                               | Bosnia ed Erzegovina                                                                | Qual. Euro 2024                                                                     | -                                                                                   | 63’                                                                                 |
| 17-6-2023                                                                           | Lisbona                                                                             | Portogallo                                                                          | 3 – 0                                                                               | Bosnia ed Erzegovina                                                                | Qual. Euro 2024                                                                     | -                                                                                   | cap. 79’                                                                            |
| 20-6-2023                                                                           | Zenica                                                                              | Bosnia ed Erzegovina                                                                | 0 – 2                                                                               | Lussemburgo                                                                         | Qual. Euro 2024                                                                     | -                                                                                   | cap. 88’                                                                            |
| 8-9-2023                                                                            | Zenica                                                                              | Bosnia ed Erzegovina                                                                | 2 – 1                                                                               | Liechtenstein                                                                       | Qual. Euro 2024                                                                     | 1                                                                                   | cap.                                                                                |
| 11-9-2023                                                                           | Reykjavík                                                                           | Islanda                                                                             | 1 – 0                                                                               | Bosnia ed Erzegovina                                                                | Qual. Euro 2024                                                                     | -                                                                                   | cap.                                                                                |
| 13-10-2023                                                                          | Vaduz                                                                               | Liechtenstein                                                                       | 0 – 2                                                                               | Bosnia ed Erzegovina                                                                | Qual. Euro 2024                                                                     | -                                                                                   | cap. 87’                                                                            |
| 16-10-2023                                                                          | Zenica                                                                              | Bosnia ed Erzegovina                                                                | 0 – 5                                                                               | Portogallo                                                                          | Qual. Euro 2024                                                                     | -                                                                                   | cap.                                                                                |
| 21-3-2024                                                                           | Zenica                                                                              | Bosnia ed Erzegovina                                                                | 1 – 2                                                                               | Ucraina                                                                             | Qual. Euro 2024                                                                     | -                                                                                   | cap.                                                                                |
| 7-9-2024                                                                            | Eindhoven                                                                           | Paesi Bassi                                                                         | 5 – 2                                                                               | Bosnia ed Erzegovina                                                                | UEFA Nations League 2024-2025 - 1º turno                                            | 1                                                                                   | cap.                                                                                |
| 10-9-2024                                                                           | Budapest                                                                            | Ungheria                                                                            | 0 – 0                                                                               | Bosnia ed Erzegovina                                                                | UEFA Nations League 2024-2025 - 1º turno                                            | -                                                                                   | cap.                                                                                |
| 11-10-2024                                                                          | Zenica                                                                              | Bosnia ed Erzegovina                                                                | 1 – 2                                                                               | Germania                                                                            | UEFA Nations League 2024-2025 - 1º turno                                            | 1                                                                                   | cap. 66’                                                                            |
| 14-10-2024                                                                          | Zenica                                                                              | Bosnia ed Erzegovina                                                                | 0 – 2                                                                               | Ungheria                                                                            | UEFA Nations League 2024-2025 - 1º turno                                            | -                                                                                   | cap.                                                                                |
| 19-11-2024                                                                          | Zenica                                                                              | Bosnia ed Erzegovina                                                                | 1 – 1                                                                               | Paesi Bassi                                                                         | UEFA Nations League 2024-2025 - 1º turno                                            | -                                                                                   | cap. 90+2’                                                                          |
| 21-3-2025                                                                           | Bucarest                                                                            | Romania                                                                             | 0 – 1                                                                               | Bosnia ed Erzegovina                                                                | Qual. Mondiali 2026                                                                 | -                                                                                   | cap. 46’                                                                            |
| 7-6-2025                                                                            | Zenica                                                                              | Bosnia ed Erzegovina                                                                | 1 – 0                                                                               | San Marino                                                                          | Qual. Mondiali 2026                                                                 | 1                                                                                   | 62’                                                                                 |
| Totale                                                                              |                                                                                     | Presenze (1º posto)                                                                 | 141                                                                                 |                                                                                     | Reti (1º posto)                                                                     | 68                                                                                  |                                                                                     |

### Record

#### Club
- Primo giocatore ad aver segnato almeno 50 gol in tre dei principali campionati europei (Bundesliga, Premier League e Serie A);[126] dal 20 luglio 2020 il primato è condiviso con Cristiano Ronaldo (che ha segnato almeno 50 gol in Premier League, Liga e Serie A).[127]
- Miglior marcatore in Bundesliga nella storia del Wolfsburg (66 reti).[116]
- Miglior marcatore stagionale nella storia della Roma (39 reti).[50]
- Miglior marcatore in una singola edizione della Champions League nella storia della Roma (8 reti).[128]
- Miglior marcatore straniero nella storia della Roma (119 reti).
- Marcatore più anziano in Supercoppa Italiana (36 anni, 307 giorni).[129]
- Marcatore più anziano per una squadra italiana nella fase a eliminazione diretta della Champions League (secondo in assoluto dopo Ryan Giggs).[130]
- Primo giocatore a segnare in un derby di Milano in Serie A e Champions League nella stessa stagione (quarto in assoluto dopo Andrij Ševčenko, Obafemi Martins e Jaap Stam, poi eguagliato da Lautaro Martínez).
- Primo giocatore a segnare in un derby di Milano in tre competizioni diverse (Serie A, Champions League e Supercoppa italiana) nella stessa stagione (poi eguagliato da Lautaro Martínez).

#### Nazionale
- Giocatore più presente nella storia della nazionale bosniaca (140 presenze).
- Miglior marcatore nella storia della nazionale bosniaca (67 reti).[116]

## Palmarès

### Club
- Campionato tedesco: 1

Wolfsburg: 2008-2009
- Campionato inglese: 2

Manchester City: 2011-2012, 2013-2014
- Coppa d'Inghilterra: 1

Manchester City: 2010-2011
- Community Shield: 1

Manchester City: 2012
- Coppa di Lega inglese: 1

Manchester City: 2013-2014
- Supercoppa italiana: 2

Inter: 2021, 2022
- Coppa Italia: 2

Inter: 2021-2022, 2022-2023

### Individuale
- Miglior giocatore della Bundesliga: 1

2008-2009
- Calciatore bosniaco dell'anno: 3

2009, 2010, 2011
- Sportivo bosniaco dell'anno: 2

2009, 2018
- Capocannoniere della Bundesliga: 1

2009-2010 (22 gol)
- Capocannoniere della Coppa di Lega inglese: 1

2013-2014 (6 gol, a pari merito con Negredo)
- Capocannoniere della UEFA Europa League: 1

2016-2017 (8 gol, a pari merito con Giuliano)
- Capocannoniere della Serie A: 1

2016-2017 (29 gol)
- Squadra della stagione della UEFA Champions League: 1

2017-2018
- Squadra della stagione della UEFA Europa League: 1

2020-2021
- Miglior giocatore della Supercoppa italiana: 1

2022